# Anatolí (ort i Grekland, Grekiska fastlandet)
Anatolí (Anatoli) är en ort i Grekland.   Den ligger i prefekturen Fthiotis och regionen Grekiska fastlandet, i den centrala delen av landet, 160 km nordväst om huvudstaden Aten. Anatolí ligger 1 019 meter över havet och antalet invånare är 166.
Terrängen runt Anatolí är kuperad västerut, men österut är den bergig. Terrängen runt Anatolí sluttar norrut. Runt Anatolí är det glesbefolkat, med 16 invånare per kvadratkilometer. Närmaste större samhälle är Spercheiáda, 15,0 km norr om Anatolí. I omgivningarna runt Anatolí växer i huvudsak blandskog.